# Rhagonycha weichowensis
Rhagonycha weichowensis is een keversoort uit de familie soldaatjes (Cantharidae). De wetenschappelijke naam van de soort werd in 1997 gepubliceerd door de Zwitserse entomoloog Walter Wittmer.